# Ничија будала
Ничија будала (енгл. Nobody's Fool), Скоро савршен човек или Никад будала, америчка је драмедија из 1994. у режији Роберта Бентона, а главне улоге тумаче Пол Њумен, Џесика Тенди и Мелани Грифит.
Сали је 60-годишња одрасла особа која воли да се клони одговорности и све своје време проводи у локалном бару. Све се ово мења када се Питер, његов отуђени син, врати кући са својим сином.

## Радња
Главни лик (Пол Њумен) је бескомпромисан старац који изнајмљује собу од још старије старице (Џесика Тенди) и покушава да добије одштету од свог послодавца (Брус Вилис) за повреду колена. У томе баш и не успева „захваљујући” једноногом адвокату (Џин Сакс), а чак га и полицајац (Филип Симор Хофман) зауставља на улици да му уручи још једну казну. А онда његов син (Дилан Волш) долази у град за Дан захвалности, и стари сукоби и већ заборављене притужбе поново избијају на површину.

## Улоге
| Глумац             | Улога                 |
| ------------------ | --------------------- |
| Пол Њумен          | Доналд «Сали» Саливен |
| Џесика Тенди       | Берил Пиплз           |
| Брус Вилис         | Карл Робак            |
| Мелани Грифит      | Тоби Робак            |
| Дилан Волш         | Питер Саливен         |
| Пруит Тејлор Винс  | Раб Сквирс            |
| Џин Секс           | Вирф                  |
| Џозеф Сомер        | Клајв Пиплз           |
| Филип Симор Хофман | полицајац Рејмер      |
| Анџелика Пејџ      | Руби                  |
| Џеј Петерсон       | Џоко                  |
| Филип Боско        | судија Флет           |
| Кетрин Дент        | Шарлот Саливен        |
| Марго Мартиндејл   | Берди                 |